# مووآن‌دات‌ارگ

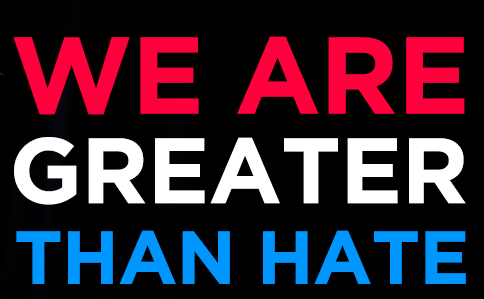
موآن‌دات‌ارگ

موآن‌دات‌ارگ (به انگلیسی: MoveOn.org) سازمانی سیاسی در امریکا است که برای اصلاحات سیاسی و اجتماعی کوشش می‌کند. این سازمان در ۱۹۹۸ بر پایه تماس‌هایی با ایمیل تأسیس شد و هم‌اکنون میلیون‌ها عضو دارد.

## تاریخ
جوآن بلیدز و شوهرش وس بوید که صاحبان و مدیران شرکتی نرم‌افزاری در برکلی بودند در سال ۱۹۹۸ در جریان رسوایی مونیکا لویینسکی وبگاهی به نام موآن‌دات‌ارگ ساختند و در آن با طرح درخواست نامه‌ای از کنگره امریکا خواستند که به جای استیضاح بیل کلینتون او را توبیخ کند و به پیش روند (move on در انگلیسی معنی به پیش رفتن و فرارفتن از وضع کنونی می‌دهد.) این وبگاه که با فهرست ایمیل با اعضایش تماس می‌گرفت بسیار موفق بود و توانست بیش از نیم میلیون امضا برای درخواست‌نامه از کنگره جمع کند. پس از این موفقیت، پایه‌گذاران این وبگاه در موضوع‌های سیاسی و اجتماعی دیگر نیز همین روش را به کار بردند و در نتیجه شمار اعضای آن بیشتر شد. 
در مبارزه ریاست جمهوری آمریکا در سال ۲۰۰۸ این سازمان از اوباما پشتیبانی می‌کرد.
در سال ۲۰۰۹ عده اعضای موآن‌دات‌ارگ ۵٫۲ میلیون نفر بود. این سازمان را بیست کارمند تمام‌وقت و بیست کارمند پاره‌وقت می‌گردانند.

## انتقادها
گروه‌ها و شخصیت‌های جناح راست در صحنه سیاسی آمریکا از مخالفان این گروه هستند.